# فوراكر (أوكلاهوما)
فوراكر (بالإنجليزية: Foraker, Oklahoma)‏ هي بلدة أمريكية تقع في الولايات المتحدة في مقاطعة أوساغي، أوكلاهوما. يقدر عدد سكانها بـ 19 نسمة ومساحتها 0.6 كم2 و وترتفع عن سطح البحر 390 متر.

## أعلام
- بن جونسون